# Посёлок имени М. Горького
И́мени М. Го́рького — посёлок в Кавказском районе Краснодарского края.
Административный центр сельского поселения им. М. Горького.

## География
Посёлок расположен на берегу реки Челбас, на расстоянии 21 км к северо-востоку от города Кропоткин, административного центра района.

## Население
| 2002 | 2010  |
| ---- | ----- |
| 2122 | ↗2297 |

## Улицы
| - ул. Восточная, - ул. Гагарина, - ул. Западная, - пер. Комсомольский, - ул. Короткая, - ул. Ленина, | - ул. Ловягина, - ул. Луговая, - ул. Мира, - ул. Молодёжная, - ул. Набережная, - ул. Новая, | - ул. Октябрьская, - ул. Пролетарская, - ул. Садовая, - ул. Северная, - ул. Советская, - ул. Степная, | - ул. Фермерская, - ул. Челбасская, - ул. Школьная, - ул. Юбилейная, - ул. Южная. |